# Église Saint-Jean de Stockholm
L'église Saint-Jean (en suédois : Sankt Johannes kyrka) est une église catholique située dans le quartier de Norrmalm à Stockholm en Suède

## Architecture
L'édifice a été conçu par Carl Möller dans le style néogothique et achevé en 1890,.
L'extérieur est typiquement néo-gothique, c'est pourquoi la flèche ressemble à celles de la cathédrale de Luleå et a celle de la cathédrale d'Uppsala. 
En 2009, le bâtiment est en grande partie masqué par les bâtiments environnants, mais sur des photographies plus anciennes, prises par exemple depuis l'ascenseur Katarina, le clocher de l'église est clairement visible.
En raison de la longueur de l'esker Brunkebergsåsen sur lequel elle est bâtie, l'église est orientée nord-sud avec le chœur au nord, au lieu de l'orientation est-ouest habituelle.
L'église Saint-Jean est une église néo-gothique construite en brique. Elle dispose de beaucoup d'espace et son intérieur se distingue particulièrement par ses hautes fenêtres en arc brisé et ses vitraux. Dans le vitrail central du chœur, on voit Jésus sur la Croix ainsi que Marie et l'apôtre Jean. Les quatre autres fenêtres du chœur montrent les douze apôtres par groupe de trois. 
La fenêtre du transept ouest représente la naissance de Jésus et celle de l'est la résurrection de Jésus. Les vitraux ont été réalisés par Franz Xaver Zettler à Munich.
Au total, cinq cloches sont suspendues dans la tour haute de 70 mètres de l'église.
Trois des cloches sont en acier et proviennent de Bochum. 
Deux des cloches étaient auparavant accrochées au beffroi de l'église.
Avec son poids de 2 400 kg, la Storklockan est la plus grande cloche en acier de Suède. 
La cloche du milieu pèse environ 1350 kg et la petite cloche environ 700 kg.

## Histoire
L'église Saint-Jean, consacrée à la Pentecôte le 25 mai 1890, par l'archevêque Anton Niklas Sundberg en présence, entre autres, du roi Oscar II, du prince Charles et du prince Eugène.
Elle est située au sommet de Brunkebergsåsen, à l'extrémité nord de Malmskillnadsgatan.
L'église a été fermée entre 2020 et 2023 pour une rénovation en profondeur.
En décembre 2024, il est devenu clair que l'Église de Suède et la paroisse Saint-Jean céderaient l'église au diocèse catholique de Stockholm. 
L’Église catholique rejoint l’Église à la fin de 2025
L'évêque Andreas Holmberg du diocèse de Stockholm et le cardinal Anders Arborelius, évêque du diocèse catholique de Stockholm, ont béni l'accord entre l'Église de Suède et l'Église catholique romaine de Suède.

## Galerie

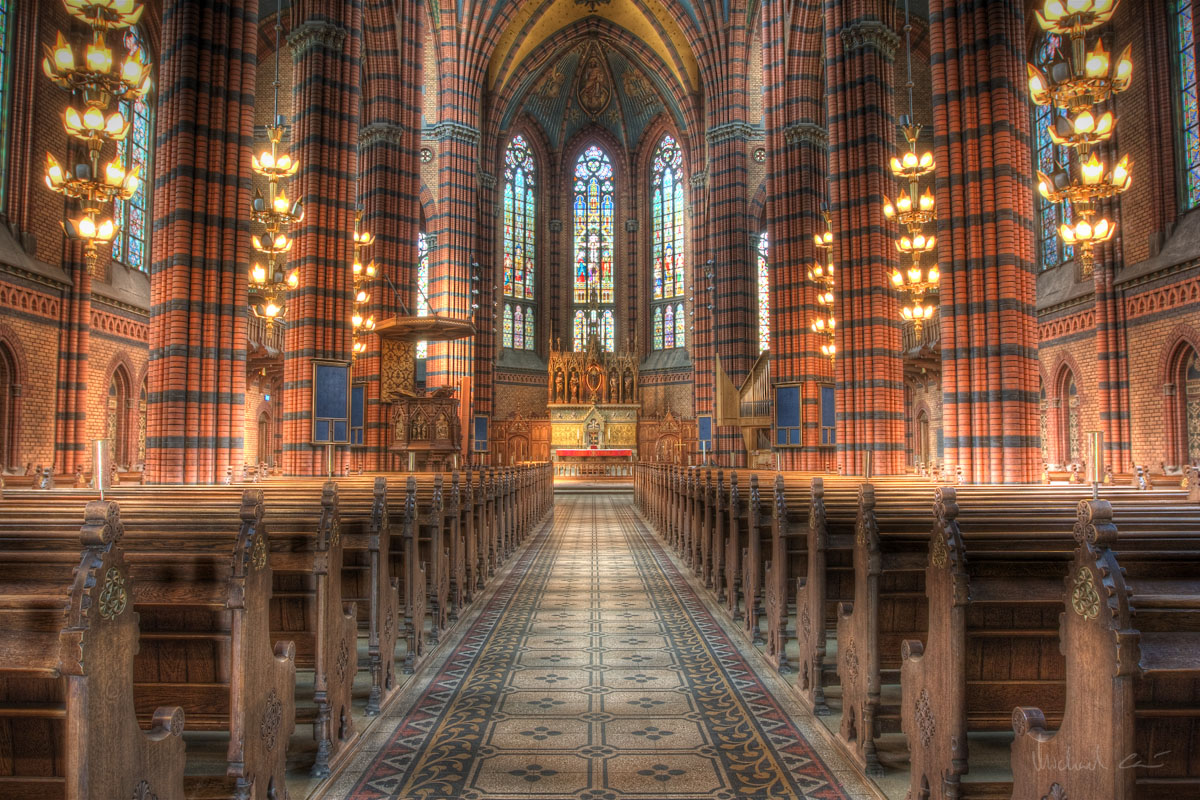
L'intérieur.
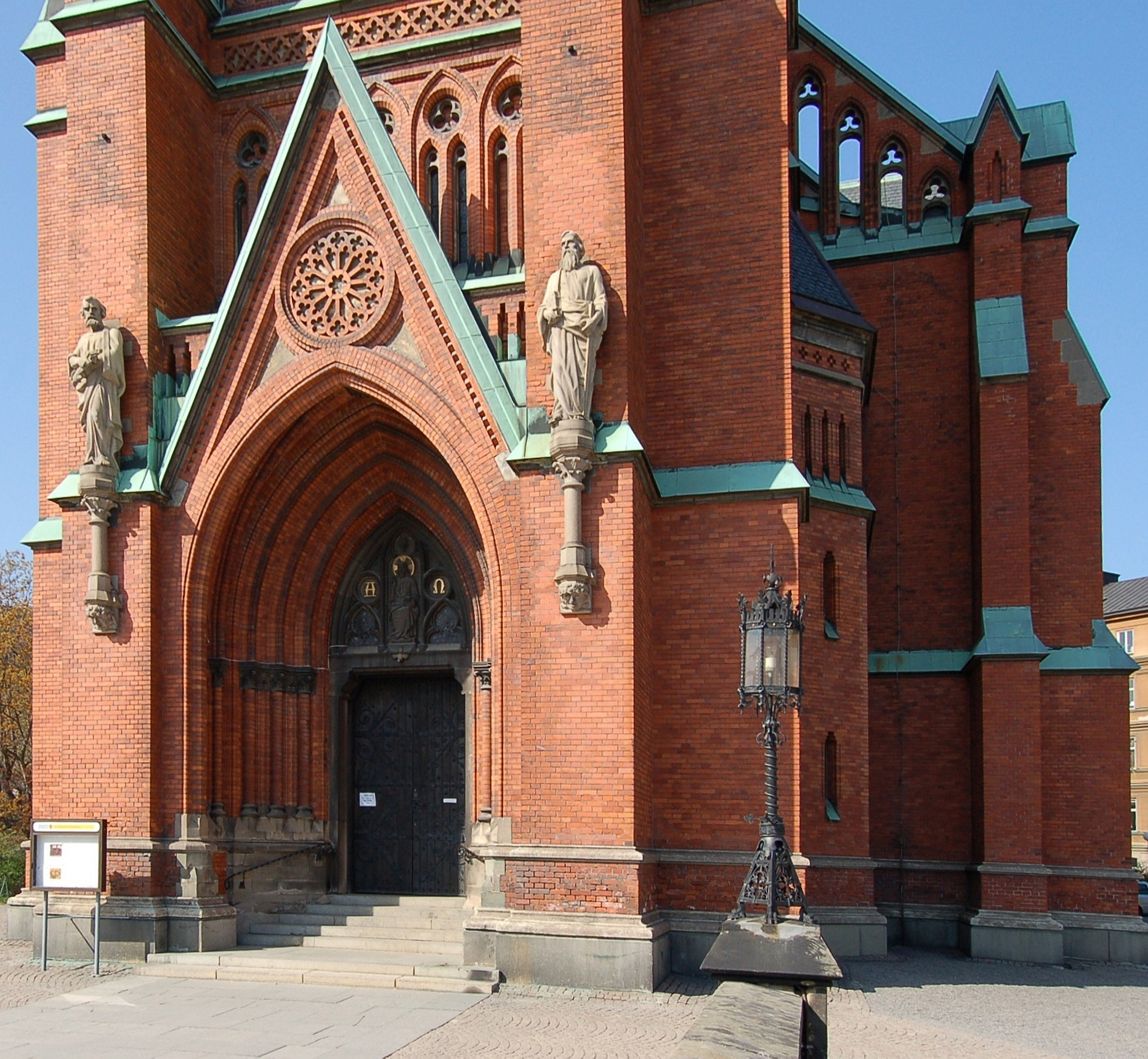
Portail principal.
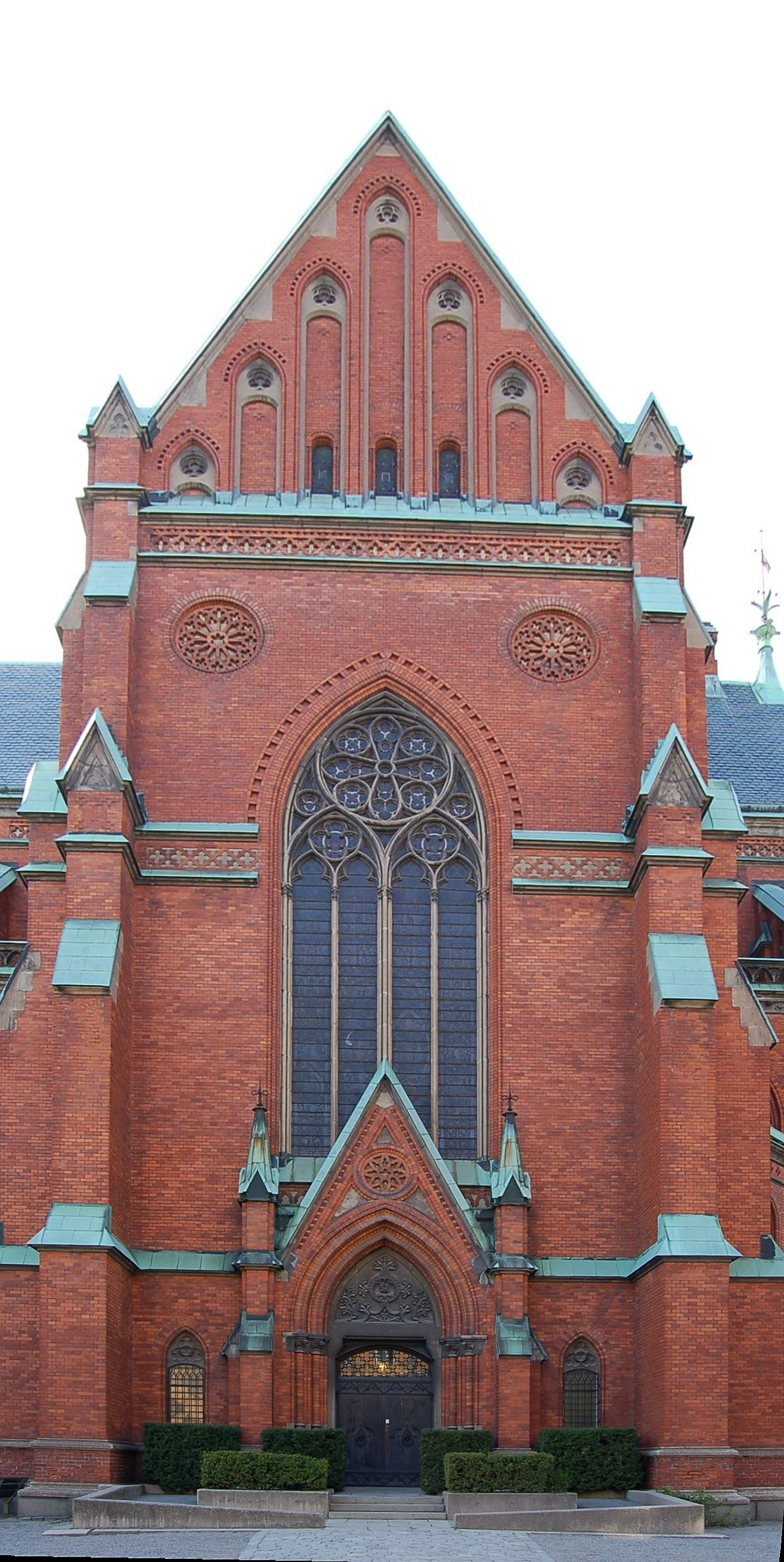
Portail ouest.
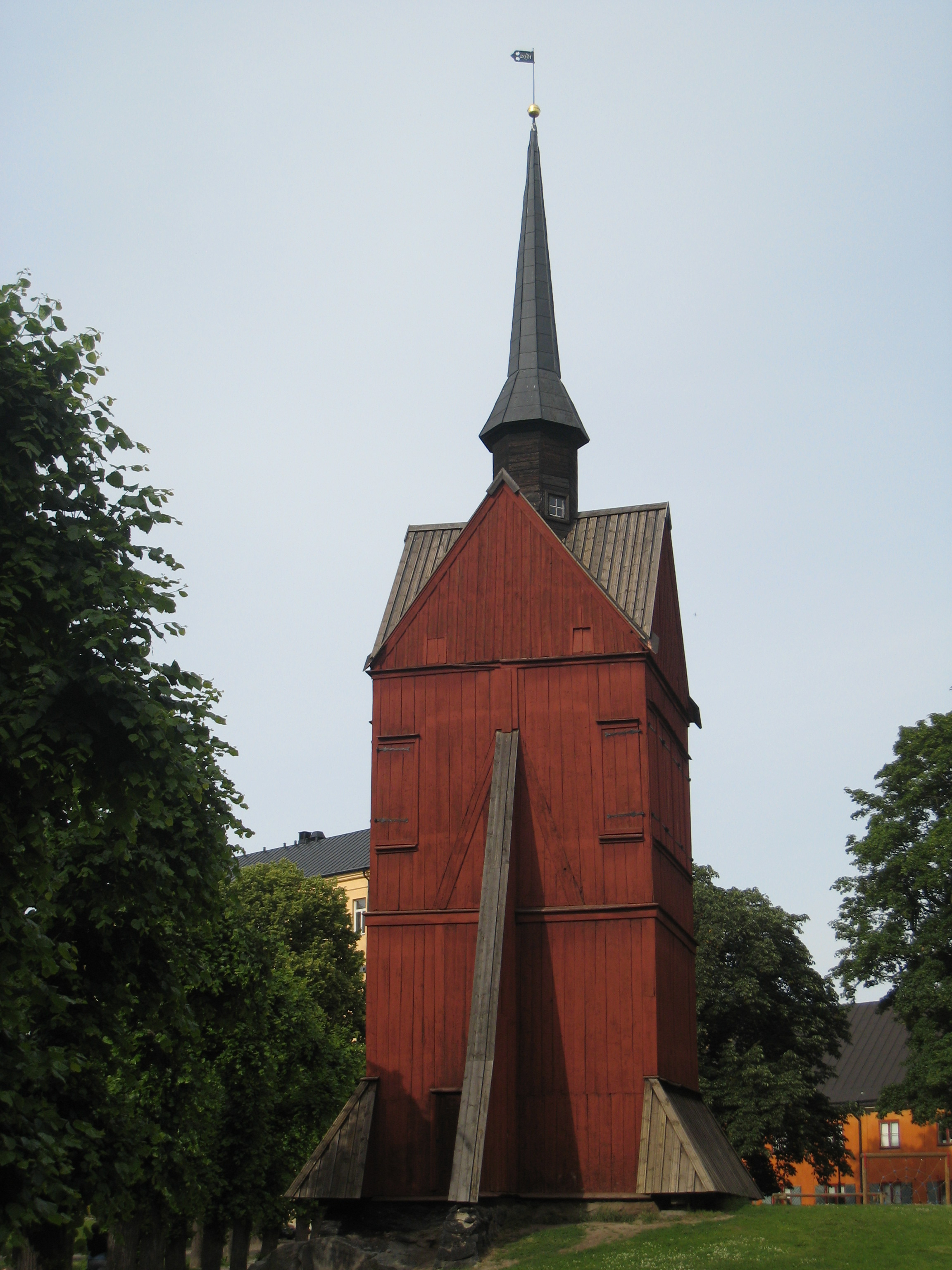
Clocher de l'église Saint-Jean érigé en 1692.